# Challenge Cup 2007-2008 (pallavolo femminile)
La Coppa CEV di pallavolo femminile 2007-2008 è la 28ª edizione del terzo torneo pallavolistico europeo per importanza dopo la Champions League e la Coppa CEV; iniziata il 24 novembre 2007, si è conclusa con la final-four di Bursa, in Turchia, il 16 marzo 2008. Alla competizione hanno partecipato 55 squadre e la vittoria finale è andata per la prima volta al VakıfBank Güneş Sigorta Spor Kulübü.

## Formula
Le squadre hanno disputato due turni preliminari, ottavi di finale e quarti di finale ad eliminazione diretta, con gare di andata e ritorno. Le vincitrici dei quarti di finale hanno acceduto alla Final Four, nella quale le semifinali e le finali sono state giocate in gara unica.

## Squadre partecipanti
| - USSP Albi - Știința Bacău - Rabitə Baku - Luka Bar - Radnički Belgrado - Béziers Gazélec - Královo Pole - Dinamo Bucarest - Diego Porcelos - Dresdner - Teuta - Anorthōsīs | - Franches-Montagnes - VDK Gent - Gödöllõ - Neman Grodno - Vanajan - Holte - VakıfBank GS - Karşıyaka - Kazanočka - Klagenfurt - AEK Larnaca | - Las Palmas - Longa'59 - AEL Limassol - ASKÖ Linz-Steg - Madeira - Branik - Kamunal'nik Mahilëŭ - Muszyna - Novo Mesto - Nyíregyháza - Olympiakos | - Panathīnaïkos - Piatra Neamț - Ribeirense - Kanti - Šibenik - Slavia Sofia - EBS Tallinn - Troon VC - Vicenza - HAOK Mladost - Orbita |

## Torneo

### Primo turno

#### Andata
| 25 novembre 2007 ?, ? Durata: 1h:54 - Spettatori: 1 300 | EBS Tallinn         | 2 - 3 | Las Palmas      | 12-25, 25-21, 25-23, 23-25, 5-15  |
| 24 novembre 2007 ?, ? Durata: 1h:31 - Spettatori: 350   | Královo Pole        | 1 - 3 | Olympiakos      | 19-25, 25-14, 15-25, 17-25        |
| 25 novembre 2007 ?, ? Durata: 1h:10 - Spettatori: 1 100 | Kamunal'nik Mahilëŭ | 3 - 0 | Troon VC        | 25-5, 25-17, 25-20                |
| 24 novembre 2007 ?, ? Durata: 1h:36 - Spettatori: 250   | Nyíregyháza         | 1 - 3 | VakıfBank GS    | 25-19, 11-25, 21-25, 21-25        |
| 24 novembre 2007 ?, ? Durata: 1h:15 - Spettatori: 420   | Branik              | 3 - 0 | Orbita          | 25-16, 25-17, 25-17               |
| 25 novembre 2007 ?, ? Durata: 1h:13 - Spettatori: 450   | Știința Bacău       | 3 - 0 | Anorthōsīs      | 25-15, 26-24, 25-22               |
| 24 novembre 2007 ?, ? Durata: 1h:10 - Spettatori: 500   | Gödöllõ             | 0 - 3 | Kanti           | 17-25, 17-25, 23-25               |
| 24 novembre 2007 ?, ? Durata: 1h:04 - Spettatori: 780   | Muszyna             | 3 - 0 | Luka Bar        | 25-17, 25-13, 25-12               |
| 24 novembre 2007 ?, ? Durata: 1h:08 - Spettatori: 325   | Vanajan             | 0 - 3 | Novo Mesto      | 17-25, 20-25, 17-25               |
| 24 novembre 2007 ?, ? Durata: 2h:05 - Spettatori: 300   | AEL Limassol        | 3 - 2 | Teuta           | 25-16, 18-25, 28-26, 24-26, 15-5  |
| 24 novembre 2007 ?, ? Durata: 1h:04 - Spettatori: 100   | Šibenik             | 0 - 3 | Piatra Neamț    | 12-25, 15-25, 12-25               |
| 24 novembre 2007 ?, ? Durata: 1h:18 - Spettatori: 350   | Slavia Sofia        | 3 - 0 | ASKÖ Linz-Steg  | 26-24, 25-22, 27-25               |
| 24 novembre 2007 ?, ? Durata: 2h:20 - Spettatori: 640   | Radnički Belgrado   | 2 - 3 | Dresdner        | 25-20, 25-20, 23-25, 16-25, 13-25 |
| 25 novembre 2007 ?, ? Durata: 1h:08 - Spettatori: 2 500 | Neman Grodno        | 0 - 3 | Béziers Gazélec | 20-25, 21-25, 15-25               |

#### Ritorno
| 1º dicembre 2007 ?, ? Durata: 1h:09 - Spettatori: 400   | Las Palmas      | 3 - 0 | EBS Tallinn         | 25-13, 25-15, 25-20                                |
| 1º dicembre 2007 ?, ? Durata: 1h:12 - Spettatori: 120   | Olympiakos      | 3 - 0 | Královo Pole        | 25-17, 25-9, 25-21                                 |
| 1º dicembre 2007 ?, ? Durata: 0h:59 - Spettatori: 150   | Troon VC        | 0 - 3 | Kamunal'nik Mahilëŭ | 6-25, 11-25, 6-25                                  |
| 1º dicembre 2007 ?, ? Durata: 1h:10 - Spettatori: 850   | VakıfBank GS    | 3 - 0 | Nyíregyháza         | 25-18, 25-11, 25-18                                |
| 1º dicembre 2007 ?, ? Durata: 1h:11 - Spettatori: 1 012 | Orbita          | 0 - 3 | Branik              | 22-25, 17-25, 14-25                                |
| 1º dicembre 2007 ?, ? Durata: 1h:13 - Spettatori: 400   | Anorthōsīs      | 0 - 3 | Știința Bacău       | 14-25, 19-25, 11-25                                |
| 1º dicembre 2007 ?, ? Durata: 1h:40 - Spettatori: 637   | Kanti           | 3 - 1 | Gödöllõ             | 25-16, 25-19, 20-25, 25-21                         |
| 2 dicembre 2007 ?, ? Durata: 1h:03 - Spettatori: 200    | Luka Bar        | 0 - 3 | Muszyna             | 8-25, 19-25, 16-25                                 |
| 1º dicembre 2007 ?, ? Durata: 1h:12 - Spettatori: 250   | Novo Mesto      | 3 - 0 | Vanajan             | 25-17, 25-14, 25-19                                |
| 1º dicembre 2007 ?, ? Durata: 2h:00 - Spettatori: 600   | Teuta           | 2 - 3 | AEL Limassol        | 20-25, 18-25, 25-18, 25-18, 13-15                  |
| 1º dicembre 2007 ?, ? Durata: 1h:03 - Spettatori: ?     | Piatra Neamț    | 3 - 0 | Šibenik             | 25-14, 25-20, 25-10                                |
| 1º dicembre 2007 ?, ? Durata: 2h:03 - Spettatori: 550   | ASKÖ Linz-Steg  | 3 - 2 | Slavia Sofia        | 6-25, 25-22, 21-25, 25-20, 16-14 Golden set: 13-15 |
| 1º dicembre 2007 ?, ? Durata: 2h:13 - Spettatori: 1 871 | Dresdner        | 3 - 2 | Radnički Belgrado   | 25-23, 22-25, 25-11, 23-25, 15-9                   |
| 1º dicembre 2007 ?, ? Durata: 1h:12 - Spettatori: 1 000 | Béziers Gazélec | 3 - 0 | Neman Grodno        | 25-17, 25-21, 25-19                                |

#### Squadre qualificate
| - Știința Bacău - Béziers Gazélec - Dresdner - VakıfBank GS - Las Palmas - AEL Limassol - Branik | - Kamunal'nik Mahilëŭ - Muszyna - Novo Mesto - Olympiakos - Piatra Neamț - Kanti - Slavia Sofia |

### Secondo turno

#### Andata
| 15 dicembre 2007 ?, ? Durata: 1h:08 - Spettatori: 250   | VDK Gent           | 0 - 3 | VakıfBank GS    | 20-25, 15-25, 15-25        |
| 15 dicembre 2007 ?, ? Durata: 1h:23 - Spettatori: 100   | HAOK Mladost       | 3 - 0 | Béziers Gazélec | 25-23, 26-24, 25-23        |
| 15 dicembre 2007 ?, ? Durata: 1h:08 - Spettatori: 500   | Dinamo Bucarest    | 3 - 0 | Kanti           | 25-15, 25-22, 25-19        |
| 16 dicembre 2007 ?, ? Durata: 1h:15 - Spettatori: 1 100 | Karşıyaka          | 3 - 0 | Slavia Sofia    | 25-16, 25-16, 25-23        |
| 15 dicembre 2007 ?, ? Durata: 0h:54 - Spettatori: 50    | AEK Larnaca        | 0 - 3 | Las Palmas      | 8-25, 8-25, 19-25          |
| 15 dicembre 2007 ?, ? Durata: 1h:20 - Spettatori: 120   | Panathīnaïkos      | 3 - 0 | Novo Mesto      | 26-24, 25-20, 25-21        |
| 16 dicembre 2007 ?, ? Durata: 1h:44 - Spettatori: 700   | Diego Porcelos     | 1 - 3 | Dresdner        | 18-25, 24-26, 25-23, 18-25 |
| 16 dicembre 2007 ?, ? Durata: 1h:42 - Spettatori: 550   | Franches-Montagnes | 1 - 3 | Știința Bacău   | 25-23, 17-25, 19-25, 12-25 |
| 16 dicembre 2007 ?, ? Durata: 1h:50 - Spettatori: 250   | Ribeirense         | 1 - 3 | Branik          | 25-21, 19-25, 16-25, 15-25 |
| 15 dicembre 2007 ?, ? Durata: 1h:08 - Spettatori: 250   | Longa'59           | 1 - 3 | Piatra Neamț    | 21-25, 22-25, 25-19, 22-25 |
| 15 dicembre 2007 ?, ? Durata: 1h:07 - Spettatori: 50    | Holte              | 0 - 3 | Kazanočka       | 18-25, 16-25, 18-25        |
| 16 dicembre 2007 ?, ? Durata: 1h:10 - Spettatori: 150   | Klagenfurt         | 0 - 3 | Muszyna         | 20-25, 23-25, 21-25        |
| 15 dicembre 2007 ?, ? Durata: 1h:33 - Spettatori: 700   | USSP Albi          | 1 - 3 | Vicenza         | 14-25, 25-22, 20-25, 17-25 |
| 15 dicembre 2007 ?, ? Durata: 1h:20 - Spettatori: 150   | Madeira            | 0 - 3 | Olympiakos      | 25-27, 14-25, 17-25        |
| 16 dicembre 2007 ?, ? Durata: 1h:16 - Spettatori: ?     | Rabitə Baku        | 3 - 0 | AEL Limassol    | 25-23, 25-18, 25-16        |

#### Ritorno
| 22 dicembre 2007 ?, ? Durata: 1h:12 - Spettatori: 800   | VakıfBank GS    | 3 - 0 | VDK Gent           | 25-17, 25-22, 25-13                          |
| 22 dicembre 2007 ?, ? Durata: 1h:15 - Spettatori: 700   | Béziers Gazélec | 3 - 0 | HAOK Mladost       | 25-16, 25-22, 25-21 Golden set: 15-11        |
| 22 dicembre 2007 ?, ? Durata: 1h:49 - Spettatori: 618   | Kanti           | 3 - 1 | Dinamo Bucarest    | 29-31, 25-19, 27-25, 25-20 Golden set: 14-16 |
| 23 dicembre 2007 ?, ? Durata: 1h:06 - Spettatori: 150   | Slavia Sofia    | 0 - 3 | Karşıyaka          | 13-25, 13-25, 24-26                          |
| 22 dicembre 2007 ?, ? Durata: 0h:54 - Spettatori: 50    | Las Palmas      | 3 - 0 | AEK Larnaca        | 25-10, 25-12, 25-4                           |
| 22 dicembre 2007 ?, ? Durata: 1h:25 - Spettatori: 350   | Novo Mesto      | 0 - 3 | Panathīnaïkos      | 17-25, 18-25, 27-29                          |
| 22 dicembre 2007 ?, ? Durata: 1h:18 - Spettatori: 2 157 | Dresdner        | 3 - 0 | Diego Porcelos     | 25-15, 25-23, 25-20                          |
| 22 dicembre 2007 ?, ? Durata: 1h:15 - Spettatori: 560   | Știința Bacău   | 3 - 0 | Franches-Montagnes | 25-22, 25-18, 25-18                          |
| 21 dicembre 2007 ?, ? Durata: 1h:15 - Spettatori: 560   | Branik          | 3 - 0 | Ribeirense         | 25-14, 25-21, 25-18                          |
| 22 dicembre 2007 ?, ? Durata: 1h:52 - Spettatori: 856   | Piatra Neamț    | 3 - 1 | Longa'59           | 25-23, 25-20, 20-25, 25-22                   |
| 22 dicembre 2007 ?, ? Durata: 1h:04 - Spettatori: 150   | Kazanočka       | 3 - 0 | Holte              | 25-9, 25-14, 25-13                           |
| 22 dicembre 2007 ?, ? Durata: 1h:04 - Spettatori: 680   | Muszyna         | 3 - 0 | Klagenfurt         | 25-21, 25-13, 25-14                          |
| 23 dicembre 2007 ?, ? Durata: 1h:00 - Spettatori: 350   | Vicenza         | 3 - 0 | USSP Albi          | 25-18, 25-16, 25-9                           |
| 22 dicembre 2007 ?, ? Durata: 1h:13 - Spettatori: 150   | Olympiakos      | 3 - 0 | Madeira            | 25-17, 25-21, 25-17                          |
| 21 dicembre 2007 ?, ? Durata: 1h:48 - Spettatori: 250   | AEL Limassol    | 2 - 3 | Rabitə Baku        | 22-25, 18-25, 28-26, 25-16, 8-15             |

#### Squadre qualificate
| - Știința Bacău - Rabitə Baku - Béziers Gazélec - Dinamo Bucarest - Dresdner - VakıfBank GS - Karşıyaka - Kazanočka | - Las Palmas - Branik - Muszyna - Olympiakos - Panathīnaïkos - Piatra Neamț - Vicenza |

### Ottavi di finale

#### Andata
| 24 gennaio 2008 ?, ? Durata: 1h:10 - Spettatori: 1 500 | VakıfBank GS    | 3 - 0 | Béziers Gazélec     | 25-16, 25-17, 25-13               |
| 24 gennaio 2008 ?, ? Durata: 0h:57 - Spettatori: 900   | Dinamo Bucarest | 3 - 0 | Kamunal'nik Mahilëŭ | 25-16, 25-17, 25-8                |
| 23 gennaio 2008 ?, ? Durata: 1h:37 - Spettatori: 800   | Karşıyaka       | 2 - 3 | Las Palmas          | 19-25, 25-15, 20-25, 27-25, 12-15 |
| 23 gennaio 2008 ?, ? Durata: 1h:42 - Spettatori: 400   | Panathīnaïkos   | 1 - 3 | Dresdner            | 21-25, 25-20, 19-25, 18-25        |
| 24 gennaio 2008 ?, ? Durata: 1h:25 - Spettatori: 600   | Știința Bacău   | 3 - 0 | Branik              | 30-28, 25-21, 25-16               |
| 24 gennaio 2008 ?, ? Durata: 1h:48 - Spettatori: 850   | Piatra Neamț    | 3 - 1 | Kazanočka           | 25-23, 25-15, 19-25, 25-23        |
| 24 gennaio 2008 ?, ? Durata: 2h:03 - Spettatori: 1 000 | Muszyna         | 2 - 3 | Vicenza             | 18-25, 22-25, 25-23, 25-17, 11-15 |
| 23 gennaio 2008 ?, ? Durata: 1h:05 - Spettatori: 100   | Olympiakos      | 3 - 0 | Rabitə Baku         | 25-15, 25-22, 25-10               |

#### Ritorno
| 30 gennaio 2008 ?, ? Durata: 1h:40 - Spettatori: 700   | Béziers Gazélec     | 1 - 3 | VakıfBank GS    | 25-22, 14-25, 15-25, 17-25                         |
| 30 gennaio 2008 ?, ? Durata: 1h:49 - Spettatori: 900   | Kamunal'nik Mahilëŭ | 2 - 3 | Dinamo Bucarest | 25-22, 12-25, 25-18, 18-25, 12-15                  |
| 30 gennaio 2008 ?, ? Durata: 1h:40 - Spettatori: 400   | Las Palmas          | 3 - 1 | Karşıyaka       | 21-25, 25-12, 25-22, 25-15                         |
| 30 gennaio 2008 ?, ? Durata: 2h:01 - Spettatori: 1 050 | Dresdner            | 3 - 1 | Panathīnaïkos   | 25-23, 25-18, 24-26, 25-21                         |
| 30 gennaio 2008 ?, ? Durata: 1h:45 - Spettatori: 350   | Branik              | 1 - 3 | Știința Bacău   | 18-25, 16-25, 25-19, 18-25                         |
| 31 gennaio 2008 ?, ? Durata: 2h:18 - Spettatori: 500   | Kazanočka           | 3 - 2 | Piatra Neamț    | 26-24, 24-26, 25-15, 24-26, 15-11 Golden set:11-15 |
| 31 gennaio 2008 ?, ? Durata: 1h:12 - Spettatori: 300   | Vicenza             | 3 - 0 | Muszyna         | 25-19, 25-9, 25-13                                 |
| 31 gennaio 2008 ?, ? Durata: 1h:10 - Spettatori: 2 000 | Rabitə Baku         | 0 - 3 | Olympiakos      | 19-25, 17-25, 19-25                                |

#### Squadre qualificate
| - Știința Bacău - Dinamo Bucarest - Dresdner - VakıfBank GS - Las Palmas - Olympiakos - Piatra Neamț - Vicenza |

### Quarti di finale

#### Andata
| 13 febbraio 2008 ?, ? Durata: 1h:06 - Spettatori: 2 000 | VakıfBank GS  | 3 - 0 | Dinamo Bucarest | 25-22, 25-15, 25-11 |
| 13 febbraio 2008 ?, ? Durata: 1h:19 - Spettatori: 300   | Las Palmas    | 3 - 0 | Dresdner        | 25-16, 25-18, 26-24 |
| 14 febbraio 2008 ?, ? Durata: 1h:17 - Spettatori: 1 700 | Știința Bacău | 3 - 0 | Piatra Neamț    | 25-21, 25-22, 25-18 |
| 13 febbraio 2008 ?, ? Durata: 1h:18 - Spettatori: 100   | Vicenza       | 3 - 0 | Olympiakos      | 25-22, 25-21, 25-17 |

#### Ritorno
| 20 febbraio 2008 ?, ? Durata: 1h:42 - Spettatori: 700   | Dinamo Bucarest | 1 - 3 | VakıfBank GS  | 25-15, 19-25, 9-25, 24-26                           |
| 20 febbraio 2008 ?, ? Durata: 1h:50 - Spettatori: 2 100 | Dresdner        | 3 - 2 | Las Palmas    | 25-20, 20-25, 22-25, 25-20, 15-6 Golden set: 15-7   |
| 21 febbraio 2008 ?, ? Durata: 2h:16 - Spettatori: 1 000 | Piatra Neamț    | 3 - 2 | Știința Bacău | 25-19, 24-26, 33-31, 21-25, 15-11 Golden set: 12-15 |
| 21 febbraio 2008 ?, ? Durata: 1h:10 - Spettatori: 80    | Olympiakos      | 0 - 3 | Vicenza       | 23-25, 10-25, 20-25                                 |

#### Squadre qualificate
| - Știința Bacău - Dresdner - VakıfBank GS - Vicenza |

### Final-four
La final four si è disputata a Bursa ( Turchia).

Le semifinali si sono giocate il 15 marzo mentre le finali per il terzo e il primo posto il 16 marzo.
|  | Semifinali    | Semifinali    | Semifinali |         |              | Finale 1º/2º posto | Finale 1º/2º posto | Finale 1º/2º posto |  |
|  |               |               |            |         |              |                    |                    |                    |  |
|  | VakıfBank GS  | VakıfBank GS  | 3          |         |              |                    |                    |                    |  |
|  | VakıfBank GS  | VakıfBank GS  | 3          |         |              |                    |                    |                    |  |
|  | Dresdner      | Dresdner      | 0          |         |              |                    |                    |                    |  |
|  | Dresdner      | Dresdner      | 0          |         | VakıfBank GS | VakıfBank GS       | 3                  |                    |  |
|  |               |               |            |         | VakıfBank GS | VakıfBank GS       | 3                  |                    |  |
|  |               |               | Vicenza    | Vicenza | 2            |                    |                    |                    |  |
|  | Știința Bacău | Știința Bacău | Vicenza    | Vicenza | 2            | 1                  |                    |                    |  |
|  | Știința Bacău | Știința Bacău |            |         |              | 1                  |                    |                    |  |
|  | Vicenza       | Vicenza       | 3          |         |              | Finale 3º/4º posto | Finale 3º/4º posto | Finale 3º/4º posto |  |
|  | Vicenza       | Vicenza       | 3          |         |              |                    |                    |                    |  |
|  |               |               |            |         |              |                    |                    |                    |  |
|  |               |               |            |         |              | Dresdner           | Dresdner           | 3                  |  |
|  |               |               |            |         |              | Dresdner           | Dresdner           | 3                  |  |
|  |               |               |            |         |              | Știința Bacău      | Știința Bacău      | 1                  |  |

#### Semifinali
| 15 marzo 2008 ?, Bursa Durata: 1h:42 - Spettatori: 3 000 | VakıfBank GS  | 3 - 0 | Dresdner | 25-16, 25-23, 25-14        |
| 15 marzo 2008 ?, Bursa Durata: 1h:14 - Spettatori: 900   | Știința Bacău | 1 - 3 | Vicenza  | 21-25, 25-20, 21-25, 17-25 |

#### Finale 3º posto
| 16 marzo 2008 ?, Bursa Durata: 1h:43 - Spettatori: 2 100 | Dresdner | 3 - 1 | Știința Bacău | 25-20, 25-22, 22-25, 25-18 |

#### Finale
| 16 marzo 2008 ?, Bursa Durata: 2h:02 - Spettatori: 3 000 | VakıfBank GS | 3 - 2 | Vicenza | 17-25, 25-18, 26-28, 25-11, 15-5 |

## Premi individuali
| Premio                 | Giocatore         | Squadra      |
| ---------------------- | ----------------- | ------------ |
| MVP                    | Aysun Özbek       | VakıfBank GS |
| Miglior realizzatrice  | Olena Gasukha     | VakıfBank GS |
| Miglior attaccante     | Riikka Lehtonen   | VakıfBank GS |
| Miglior muro           | Annerys Vargas    | VakıfBank GS |
| Miglior servizio       | Manuela Leggeri   | Vicenza      |
| Miglior palleggiatrice | Arzu Göllü        | VakıfBank GS |
| Miglior ricevitrice    | Monica De Gennaro | Vicenza      |
| Miglior libero         | Nihan Yeldan      | VakıfBank GS |